# 突發驚嚇
突發驚嚇（英語：Jump scare），俗称一惊一乍，是一種常用於恐怖電影和恐怖電子遊戲的手法，旨在透過影像或事件的突然轉變來使觀眾大驚失色，通常會伴隨著巨大或駭人的聲音。突發驚嚇被描述為「構成恐怖電影基本零件之一」。突發驚嚇通常會出現在電影中的一段平靜、安靜、觀眾不期待會發生任何驚人內容的時間帶裡，或是為了回報觀眾長期的懸念而出現。
一些評論家認為用突發驚嚇來嚇唬觀眾是一件很偷懶的事，並認為恐怖作品在近幾年來因為過度依賴對話導致江河日下，這是現代恐怖電影的陳腔濫調。

## 使用於電影
1980年代以前，突發驚嚇在恐怖電影裡是一個相對少見的事件，但在80年代初、因為砍殺電影這個子類型受到歡迎而越來越常見。
1976年的電影《魔女嘉莉》是第一部有現行突發驚嚇的作品，當電影結束時出現的場景「某個已消亡的惡黨死而復生」被認為是1980年電影《十三號星期五》中突發驚嚇的靈感來源。
1979年的電影《奪命電話》使用突發驚嚇手法同時為主角與觀眾突然揭示反派的現身，電影劇本作者William Cheng 認為這種手法能「突然抽掉主角和觀眾間的保護牆，讓觀眾在家裡也能感覺到入侵者更接近他們。」
2009年的《地獄魔咒》內使用了突發驚嚇，導演山姆·雷米表示他正是想製作一個能讓觀眾如「嚇一跳」的字面意思上跳起來的恐怖電影。

## 使用於電子遊戲
1996年的《惡靈古堡》經常以第一個使用突發驚嚇的電子遊戲案例而被引用。當玩家在穿過遊戲中一些走廊和大廳時，背景音樂音量會逐漸降低，接著殭屍狗便會伴隨巨大聲響張牙舞爪地襲來。
《曙光》被稱為「一卡車的突發驚嚇」，評論家雖然讚譽遊戲將突發驚嚇運用得當，但也認為隨著玩家的遊戲時間變長，突發驚嚇的效果也不足以嚇到玩家了。
2014年的《玩具熊的五夜後宮》被評價為「現場直播用的傑作」，部份的原因便是使用了突發驚嚇。

## 使用於廣告
2004年，來自德國的含咖啡因能量飲料K-fee (Kaffee)發佈了一系列廣告，廣告裡包括一些平靜的影片，例如緩緩駛過草地的車、或在海灘上望著彼此的愛侶，接著、畫面會被突如其來的殭屍或石像鬼打斷，牠們還會發出駭人尖叫來嚇唬觀眾。這些廣告的標語是「你從來沒有這麼清醒過」，用以模擬能量飲料對飲用者的影響。

## 在網際網路上
在網際網路上，有一些旨在嚇唬使用者的圖像、影片、程式使用了突發驚嚇的手法，這種手法可能會以一張巨大的臉配合大聲尖叫來表現。
網際網路突發驚嚇的早期例子是Jeremy Winterrowd設計的《The Maze》，這個程式偽裝成一款電腦遊戲，玩家運用滑鼠操控藍色方塊按著指定的路線前進，並且不能觸到週遭的牆壁，牆壁會越來越狹窄、而部份玩家為了看清畫面、就會讓臉更貼近螢幕。遊戲起初，玩家會在碰到牆壁時返回遊戲選單，但如果玩家到了第三個關卡的某個階段，無論玩家有沒有碰到牆壁，蕾根·麥可尼爾都會突然出現在螢幕上以嚇唬玩家。
在YouTube等影片分享網站興起後，嚇人的影片從電子郵件連鎖信的形式轉變為記錄反應的影片，使用者在觀看他人推薦給它的影片前會用攝影機進行拍攝，並將自己的觀影過程（多半是被嚇到的過程）上傳並分享。一個值得矚目的嚇人影片是2006年由名為「Can't We All Just Get Along?」的用戶上傳至YouTube上的，在那段影片裡，一群男孩在玩遊戲《Maze》，當上述的駭人景象出現後，男孩驚聲尖叫並大力拍打電腦螢幕，之後跑到拍攝者旁嚎啕大哭。至2017年，該影片已經有2700萬次瀏覽。